# Copa América 1997
Copa América 1997 bylo 38. mistrovství pořádané fotbalovou asociací CONMEBOL. Turnaje se zúčastnilo všech 10 členů CONMEBOL a navíc dva pozvané týmy ( Kostarika a  Mexiko). Vítězem se stala Brazilská fotbalová reprezentace.

## Základní skupiny
| Vysvětlivky | Vysvětlivky                                                                                            |
| ----------- | --- |
|             | Vítězové skupin, týmy na druhých místech a dva nejlepší týmy ze třetích míst postoupily do čtvrtfinále |

### Skupina A
| Tým       | B | Z | V | R | P | VG | IG |
| --------- | - | - | - | - | - | -- | -- |
| Ekvádor   | 7 | 3 | 2 | 1 | 0 | 4  | 1  |
| Argentina | 5 | 3 | 1 | 2 | 0 | 3  | 1  |
| Paraguay  | 4 | 3 | 1 | 1 | 1 | 2  | 3  |
| Chile     | 0 | 3 | 0 | 0 | 3 | 1  | 5  |

| 11. června 1997 |     |       |                                                   |
| Paraguay        | 1:0 | Chile | Estadio Félix Capriles, Cochabamba diváci: 17 000 |
| Acuña 28'       |     |       | Estadio Félix Capriles, Cochabamba diváci: 17 000 |

| 11. června 1997 |     |         |                                                   |
| Argentina       | 0:0 | Ekvádor | Estadio Félix Capriles, Cochabamba diváci: 17 000 |
|                 |     |         | Estadio Félix Capriles, Cochabamba diváci: 17 000 |

| 14. června 1997             |     |          |                                                  |
| Ekvádor                     | 2:0 | Paraguay | Estadio Félix Capriles, Cochabamba diváci: 5 000 |
| J. Sánchez 71' Graziani 86' |     |          | Estadio Félix Capriles, Cochabamba diváci: 5 000 |

| 14. června 1997        |     |       |                                                  |
| Argentina              | 2:0 | Chile | Estadio Félix Capriles, Cochabamba diváci: 9 000 |
| Berti 83' Gallardo 86' |     |       | Estadio Félix Capriles, Cochabamba diváci: 9 000 |

| 17. června 1997         |     |             |                                                  |
| Ekvádor                 | 2:1 | Chile       | Estadio Félix Capriles, Cochabamba diváci: 8 000 |
| Graziani 32' Gavica 55' |     | Vergara 52' | Estadio Félix Capriles, Cochabamba diváci: 8 000 |

| 17. června 1997     |     |                      |                                                  |
| Argentina           | 1:1 | Paraguay             | Estadio Félix Capriles, Cochabamba diváci: 8 000 |
| Gallardo 90' (pen.) |     | Chilavert 73' (pen.) | Estadio Félix Capriles, Cochabamba diváci: 8 000 |

### Skupina B
| Tým       | B | Z | V | R | P | VG | IG |
| --------- | - | - | - | - | - | -- | -- |
| Bolívie   | 9 | 3 | 3 | 0 | 0 | 4  | 0  |
| Peru      | 6 | 3 | 2 | 0 | 1 | 3  | 2  |
| Uruguay   | 3 | 3 | 1 | 0 | 2 | 2  | 2  |
| Venezuela | 0 | 3 | 0 | 0 | 3 | 0  | 5  |

| 12. června 1997 |     |         |                                              |
| Peru            | 1:0 | Uruguay | Estadio Olímpico Patria, Sucre diváci: 6 000 |
| Hidalgo 75'     |     |         | Estadio Olímpico Patria, Sucre diváci: 6 000 |

| 12. června 1997 |     |           |                                               |
| Bolívie         | 1:0 | Venezuela | Estadio Hernando Siles, La Paz diváci: 40 000 |
| Coimbra 60'     |     |           | Estadio Hernando Siles, La Paz diváci: 40 000 |

| 15. června 1997          |     |           |                                              |
| Uruguay                  | 2:0 | Venezuela | Estadio Olímpico Patria, Sucre diváci: 1 000 |
| Recoba 19' Saralegui 47' |     |           | Estadio Olímpico Patria, Sucre diváci: 1 000 |

| 15. června 1997               |     |      |                                               |
| Bolívie                       | 2:0 | Peru | Estadio Hernando Siles, La Paz diváci: 40 000 |
| Etcheverry 45' Baldivieso 50' |     |      | Estadio Hernando Siles, La Paz diváci: 40 000 |

| 18. června 1997  |     |           |                                              |
| Peru             | 2:0 | Venezuela | Estadio Olímpico Patria, Sucre diváci: 1 500 |
| Cominges 13' 59' |     |           | Estadio Olímpico Patria, Sucre diváci: 1 500 |

| 18. června 1997 |     |         |                                               |
| Bolívie         | 1:0 | Uruguay | Estadio Hernando Siles, La Paz diváci: 30 000 |
| Baldivieso 29'  |     |         | Estadio Hernando Siles, La Paz diváci: 30 000 |

### Skupina C
| Tým       | B | Z | V | R | P | VG | IG |
| --------- | - | - | - | - | - | -- | -- |
| Brazílie  | 9 | 3 | 3 | 0 | 0 | 10 | 2  |
| Mexiko    | 4 | 3 | 1 | 1 | 1 | 5  | 5  |
| Kolumbie  | 3 | 3 | 1 | 0 | 2 | 5  | 5  |
| Kostarika | 1 | 3 | 0 | 1 | 2 | 2  | 10 |

| 13. června 1997  |     |            |                                                                |
| Mexiko           | 2:1 | Kolumbie   | Estadio Ramón Aguilera, Santa Cruz de la Sierra diváci: 25 000 |
| Hernández 7' 11' |     | Ricard 58' | Estadio Ramón Aguilera, Santa Cruz de la Sierra diváci: 25 000 |

| 13. června 1997                                              |     |           |                                                                |
| Brazílie                                                     | 5:0 | Kostarika | Estadio Ramón Aguilera, Santa Cruz de la Sierra diváci: 35 000 |
| Djalminha 20' González 34' (vl.) Ronaldo 47' 54' Romário 60' |     |           | Estadio Ramón Aguilera, Santa Cruz de la Sierra diváci: 35 000 |

| 16. června 1997                                     |     |            |                                                                |
| Kolumbie                                            | 4:1 | Kostarika  | Estadio Ramón Aguilera, Santa Cruz de la Sierra diváci: 25 000 |
| Morantes 13' 23' Cabrera 62' (pen.) Aristizábal 78' |     | Wright 66' | Estadio Ramón Aguilera, Santa Cruz de la Sierra diváci: 25 000 |

| 16. června 1997                          |     |                   |                                                                |
| Brazílie                                 | 3:2 | Mexiko            | Estadio Ramón Aguilera, Santa Cruz de la Sierra diváci: 35 000 |
| Aldair 47' Romero 59' (vl.) Leonardo 77' |     | Hernández 13' 31' | Estadio Ramón Aguilera, Santa Cruz de la Sierra diváci: 35 000 |

| 19. června 1997      |     |             |                                                                |
| Mexiko               | 1:1 | Kostarika   | Estadio Ramón Aguilera, Santa Cruz de la Sierra diváci: 15 000 |
| Hernández 14' (pen.) |     | Medford 60' | Estadio Ramón Aguilera, Santa Cruz de la Sierra diváci: 15 000 |

| 19. června 1997       |     |          |                                                                |
| Brazílie              | 2:0 | Kolumbie | Estadio Ramón Aguilera, Santa Cruz de la Sierra diváci: 35 000 |
| Dunga 11' Edmundo 67' |     |          | Estadio Ramón Aguilera, Santa Cruz de la Sierra diváci: 35 000 |

### Žebříček týmů na třetích místech
Dva nejlepší týmy ze třetích míst postoupily také do čtvrtfinále.
| Sk. | Tým      | B | Z | V | R | P | VG | IG |
| --- | -------- | - | - | - | - | - | -- | -- |
| A   | Paraguay | 4 | 3 | 1 | 1 | 1 | 2  | 3  |
| C   | Kolumbie | 3 | 3 | 1 | 0 | 2 | 5  | 5  |
| B   | Uruguay  | 3 | 3 | 1 | 0 | 2 | 2  | 2  |

## Play off

### Čtvrtfinále
| 21. června 1997         |     |                     |                                              |
| Peru                    | 2:1 | Argentina           | Estadio Olímpico Patria, Sucre diváci: 9 000 |
| Carazas 30' Hidalgo 61' |     | Gallardo 66' (pen.) | Estadio Olímpico Patria, Sucre diváci: 9 000 |

| 21. června 1997              |     |             |                                               |
| Bolívie                      | 2:1 | Kolumbie    | Estadio Hernando Siles, La Paz diváci: 30 000 |
| Etcheverry 3' E. Sánchez 24' |     | Gaviria 57' | Estadio Hernando Siles, La Paz diváci: 30 000 |

| 22. června 1997 |     |                   |                                                   |
| Mexiko          | 1:1 | Ekvádor           | Estadio Félix Capriles, Cochabamba diváci: 15 000 |
| Blanco 17'      |     | Capurro 6' (pen.) | Estadio Félix Capriles, Cochabamba diváci: 15 000 |

|                                                 |     | Penaltový rozstřel                                   |  |
| Hernández Suárez Blanco Chávez Villa J. Sánchez | 4:3 | Montaño Capurro De la Cruz Graziani Fernández Rosero |  |

| 22. června 1997 |     |          |                                                                |
| Brazílie        | 2:0 | Paraguay | Estadio Ramón Aguilera, Santa Cruz de la Sierra diváci: 30 000 |
| Ronaldo 9' 34'  |     |          | Estadio Ramón Aguilera, Santa Cruz de la Sierra diváci: 30 000 |

### Semifinále
| 25. června 1997                           |     |            |                                               |
| Bolívie                                   | 3:1 | Mexiko     | Estadio Hernando Siles, La Paz diváci: 40 000 |
| E. Sánchez 27' R. Castillo 39' Moreno 79' |     | Ramírez 8' | Estadio Hernando Siles, La Paz diváci: 40 000 |

| 26. června 1997 |     |                                                                                 |                                                                |
| Peru            | 0:7 | Brazílie                                                                        | Estadio Ramón Aguilera, Santa Cruz de la Sierra diváci: 20 000 |
|                 |     | Denílson 1' Flavio Conceição 25' Romário 36' 49' Leonardo 45' 55' Djalminha 77' | Estadio Ramón Aguilera, Santa Cruz de la Sierra diváci: 20 000 |

### O 3. místo
| 28. června 1997 |     |      |                                             |
| Mexiko          | 1:0 | Peru | Estadio Jesús Bermúdez, Oruro diváci: 8 000 |
| Hernández 82'   |     |      | Estadio Jesús Bermúdez, Oruro diváci: 8 000 |

### Finále
| 29. června 1997 |     |                                        |                                               |
| Bolívie         | 1:3 | Brazílie                               | Estadio Hernando Siles, La Paz diváci: 46 000 |
| E. Sánchez 45'  |     | Edmundo 40' Ronaldo 79' Zé Roberto 90' | Estadio Hernando Siles, La Paz diváci: 46 000 |